# Stanotte t'ho sognato
Stanotte t'ho sognato (That Night with You) è un film statunitense del 1945 diretto da William A. Seiter.